# Protesty na Haiti (1984–1986)
Protesty na Haiti – protesty społeczne, które trwały w latach 1984-1986, obejmujące całe Haiti. W wyniku protestów obalono Jean-Claude Duvaliera.

## Przyczyny
Podczas rządów François Duvaliera, a po jego śmierci w 1971 roku rządów jego syna Jean-Claude’a, gospodarka Haiti popadła w ogromne kłopoty. Haiti była totalitarnym państwem, w której opozycję zabijała organizacja Tonton Macoute. W wyniku złej polityki Duvalierów, Haiti stała się jednym z najbiedniejszych i najbardziej zacofanych państw na świecie. W chwili obalenia rządów Jean-Claude Duvaliera, przeciętna długość życia na Haiti wynosiła 40 lat, analfabetyzm wynosił 90%, zaś bezrobotnych było 60% ludności.

## Przebieg protestów
Nieliczne protesty odbywały się od maja 1984 roku, zaś te obejmujące cały kraj wybuchły pod koniec 1985 roku. Protestujący domagali się poprawy warunków życia i zmniejszenia cen żywności. Wsparcia dla protestujących udzielił prezydent Stanów Zjednoczonych Ronald Reagan, który wstrzymał pomoc finansową dla Haiti (która w rzeczywistości trafiała na prywatne konta bankowe Duvaliera). 4 lutego 1986 roku Duvalier udzielił zezwolenia Tonton Macoute na strzelania do manifestantów. W wyniku działań Tonton Macoute zginęło ok. 100 osób.

## Rezultaty
Po namowach Stanów Zjednoczonych Duvalier uciekł z Haiti 7 lutego 1986 roku. Po wielu odmowach przyjęcia Duvaliera ze strony innych państw, obalony dyktator otrzymał azyl polityczny we Francji, gdzie mieszkał do 2011 roku. W Haiti mieszkańcy dokonywali masowych mordów na członkach Tontons Macoutes oraz rabowała ich majątek. Równocześnie Haitańczycy zniszczyli marmurową kryptę François Duvaliera oraz zbezczeszczono zwłoki jego współpracowników. W 1987 roku w Haiti ogłoszono konstytucję. Rządy objęła junta wojskowa, na czele której stanął Henri Namphy.